# 2018年松原地震
2018年松原地震是指2018年5月28日1时50分52秒发生于中华人民共和国吉林省松原市宁江区毛都站镇的一场浅源地震。是次地震震中位于北纬45.27度、东经124.71度，地震规模为Ms 5.7级、MW 5.1级，震源深度约13千米。

## 地质构造
2012年，为弄清所处盆地的活动断裂和发震构造情况，松原市地震局委托防灾科技学院开展了城市活动断裂探测与地震危险性评价项目，于2013年5月通过专家验收。松辽盆地位于太平洋板块西侧、东亚活动大陆边缘，发育在大陆内部太古宇—元古宇基底之上，盆地内多火山和岩浆活动，而松原地区即处于该盆地南部，历史上发生过多次地震，其中自有记载以来发生过的最大地震为1119年前郭卡拉木地震。

## 参数测定
中国地震台网测定，2018年松原地震震中位于中华人民共和国吉林省松原市宁江区毛都站镇（北纬45.27度、东经124.71度），地震规模为Ms 5.7级，震源深度约13千米。美国地质勘探局同日测定，本次地震震中位于扶余市西北西22千米处（北纬45.279度、东经124.557度），规模为MW 5.1级、Mb 5.2级，震源深度约10千米。
地震发生后，中国地震局与吉林省地震局、黑龙江省地震局、中国地震局工程力学研究所等共计8个单位、72名队员组成的现场工作队赶赴地震灾区，开展了考察工作。该地震现场工作队历时2天多，依据相关国家标准，编制完成了本次地震烈度图。此次地震的最大烈度为7（Ⅶ）度，面积为157平方千米，等震线长轴总体呈北东走向。

## 震害情况
受本次地震影响，松原市宁江区、前郭尔罗斯蒙古族自治县和大安市等地震感强烈，长春市、四平市、白城市和黑龙江省哈尔滨市等地有明显震感。地震发生后，吉林省委书记巴音朝鲁和省长景俊海作出重要批示，要求立即启动Ⅲ级应急响应，全力开展救灾工作。截至5月28日18时，本次地震共造成2间房屋倒塌，2006间房屋受严重破坏以及9601间房屋受一般损坏，但暂未收到人员伤亡的报告。另外，震区内有农民报告，其进行劳作的稻田地里发生了土壤液化现象。由于地震发生时正值当地时间凌晨，有许多震中附近的市民从睡梦中被震醒，纷纷逃到室外避难。
美国地质勘探局根据其设立的互联网强度调查页面，通过收集到的震感报告，测算出本次地震的最大烈度为5度（V）。5月31日，中国地震局终止2018年松原地震Ⅲ级应急响应。

## 争议
在地震发生后5个小时后，松原市地震局官方微博才发布2018年松原地震的地震速报。这种低下的工作效率遭到微博网民吐槽，希望政务微博能够“走点心”。
江苏省无锡市一名女子伏某在地震发生后，在微博上发布了针对东北人的侮辱性言论。随后，松原市公安局网安支队与吉林省公安厅网安总队以及江苏省无锡市公安局协作，锁定该女子所在位置，后于5月30日由江苏省江阴市公安局对其以“寻衅滋事”刑事拘留。

## 后续灾害
在2018年松原地震发生后，松原市长岭县太平川镇刮起龙卷风，导致1人受重伤、3人受轻伤。